# Carlo Carove

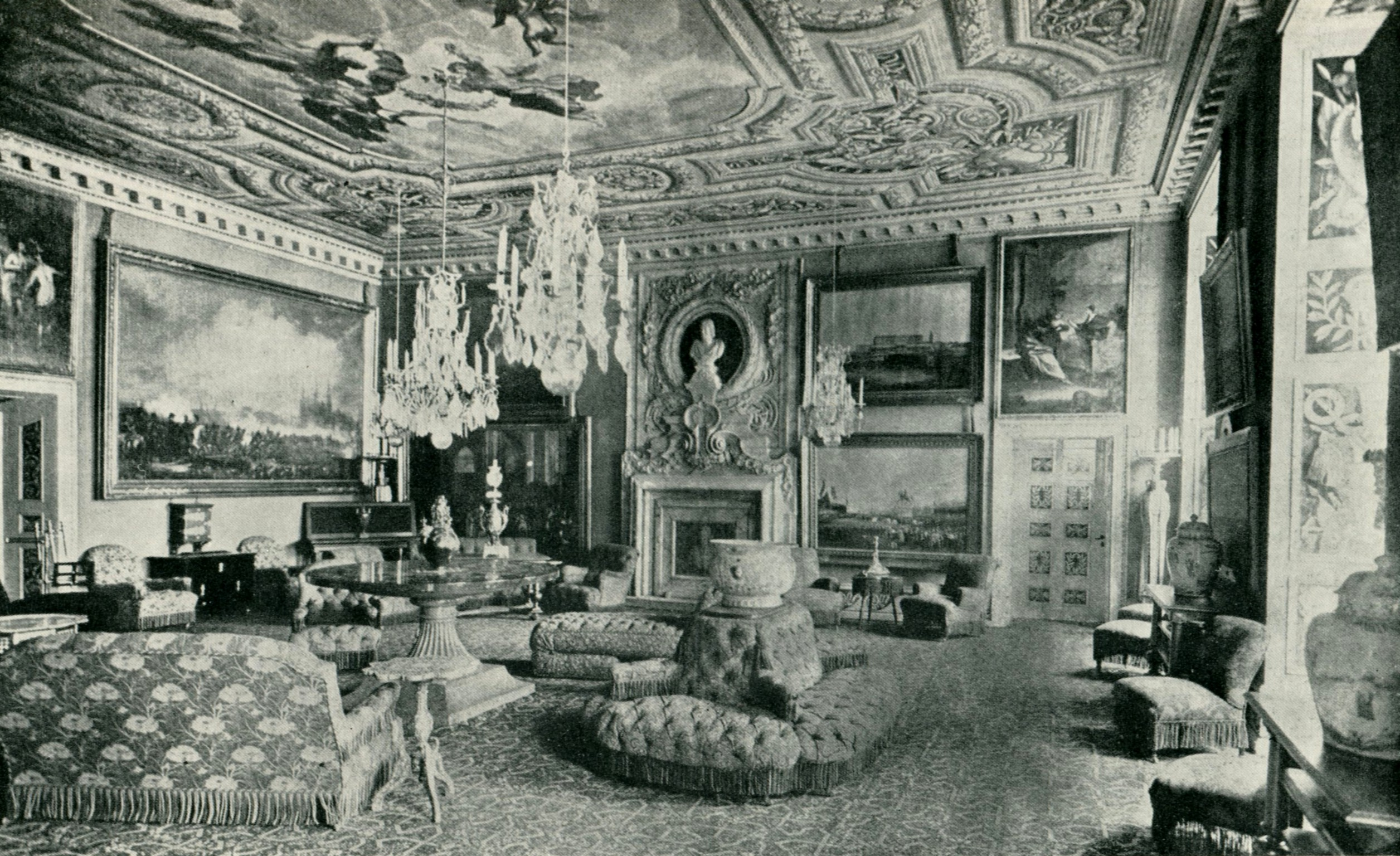
Stensalen på Drottningholms slott

Carlo Carove, död 1697, var en italiensk-svensk stuckatör.
Carlo Carove kom omkring 1667 till Sverige för att arbeta som stuckatör tillsammans med Giovanni Carove (troligen brodern), som redan fanns i Sverige. Hans första arbete blev Lars Kaggs gravkor i Floda kyrka. Därefter arbetade han tillsammans med brodern vid Drottningholms slott, där han lät utföra dekorationerna slottets stora trappa, taklisten i övre galleriet, drabantsalens dekoration m.m. Troligen har han också utfört dekorationsarbeten på flera andra slott, bland annat det eleganta badrummet på Ericsbergs slott och taket i paradrummet på Karlbergs slott. Trapphuset och den mycket rikt smyckade öppna spisen i Stensalen på Drottningholms slott gestaltades av Carlo Carove.